# Corpus Scriptorum Historiae Byzantinae

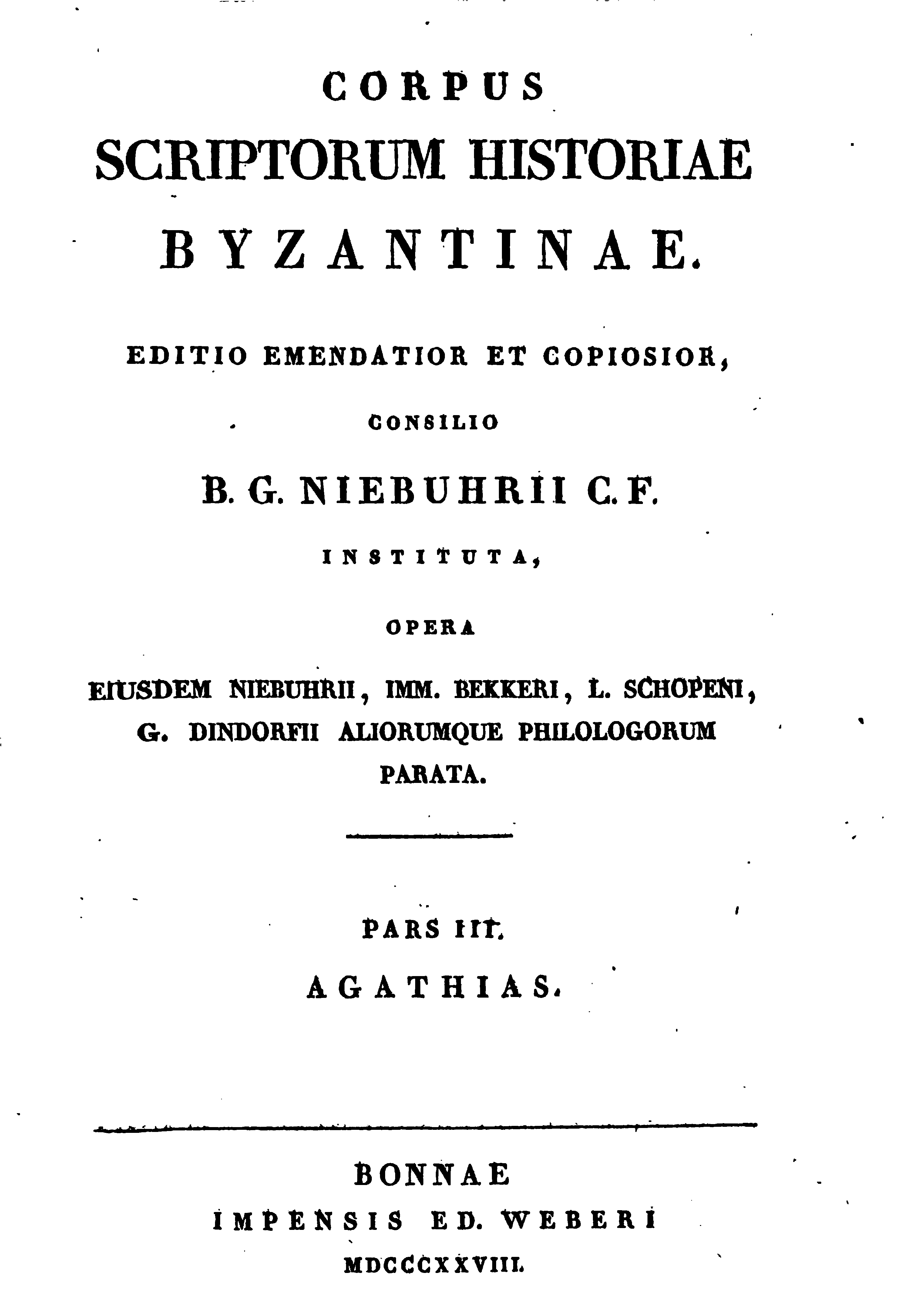
Page frontispice de l’édition 1928.

Le Corpus Scriptorum Historiae Byzantinae ou CSHB (litt : Corpus des historiens byzantins) aussi connu sous le nom de Corpus de Bonn, est une collection monumentale comportant cinquante tomes regroupant les sources les plus importantes pour l’étude de l’histoire byzantine (vers 330 – 1453), publiée à Bonn (R. Féd. Allemagne) entre les années 1828 et 1897. Chaque tome comporte une édition critique d’un texte historique grec byzantin avec, en parallèle, sa traduction latine. 

## Historique
Conçu par l’historien allemand Barthold Georg Niebuhr, le projet visait à réviser et à augmenter la collection Corpus Byzantinae Historiae (aussi connue sous le nom de Byzantine du Louvre), publiée à Paris de 1648 à 1711 par l’érudit Philippe Labbe. Le travail fut d’abord le fait de  l’Université de Bonn; toutefois, après la mort de Niebuhr en 1831, la supervision du projet fut confiée à son collaborateur Immanuel Bekker de l’Académie prussienne des Sciences à Berlin.
Si le premier tome de la collection fut accueilli très favorablement pour « le soin méticuleux » donné aux détails, les tomes subséquents publiés sous la direction de Bekker devinrent tristement célèbres par leurs fréquentes erreurs typographiques, le peu de soin donné à leur production et leur fidélité douteuse au texte. En raison de ces faiblesses, l’Association internationale des études byzantines créa en 1966 le Corpus Fontium Historiae Byzantinae (CFHB) pour rééditer nombre de textes déjà inclus dans l’édition de Bonn du CSHB.

## Tomes publiés
- 1 : Agathias, éd. Niebuhr (Bonn, 1828)

- 2 : Anna Comnena, éd. Schopen, vol. 1 (Bonn, 1839)

- 3 : Anna Comnena, éd. Reifferscheid, vol. 2 (Bonn, 1878)

- 4 : Michael Attaliota, éd. Bekker (Bonn, 1853)

- 5 : Ioannes Cantacuzenus, éd. Schopen, vol. 1 (Bonn, 1828)

- 6 : Ioannes Cantacuzenus, éd. Schopen, vol. 2 (Bonn, 1831)

- 7 : Ioannes Cantacuzenus, éd. Schopen, vol. 3 (Bonn, 1832)

- 8 : Georgius Cedrenus, éd. Bekker, vol. 1 (Bonn, 1838)

- 9 : Georgius Cedrenus, éd. Bekker, vol. 2 (Bonn, 1839)

- 10 : Laonicus Chalcondyles, éd. Bekker (Bonn, 1843)

- 11 : Chronicon Paschale, éd. L. Dindorf, vol. 1 (Bonn, 1832)

- 12 : Chronicon Paschale, éd. L. Dindorf, vol. 2 (Bonn, 1832)

- 13 : Ioannes Cinnamus, Nicephorus Bryennius, éd. Meineke (Bonn, 1836)

- 14 : Codinus Curopalates, éd. Bekker (Bonn, 1839)

- 15 : Georgius Codinus, éd. Bekker (Bonn, 1843)

- 16 : Constantine Porphyrogenitus, éd. Reiske, vol. 1 (Bonn, 1829)

- 17 : Constantine Porphyrogenitus, éd. Reiske, vol. 2 (Bonn, 1830)

- 18 : Constantine Porphyrogenitus; Hierocles, éd. Bekker, vol. 3 (Bonn, 1840)

- 19 : Dexippus, Eunapius, Petrus Patricius, etc., éd. Bekker and Niebuhr (Bonn, 1829)

- 20 : Ducas, éd. Bekker (Bonn, 1834)

- 21 : Ephraemius, éd. Bekker (Bonn, 1840)

- 22 : Georgius Syncellus, Nicephorus Cp, éd. L. Dindorf, vol. 1 (Bonn, 1829)

- 23 : Georgius Syncellus, Nicephorus Cp, éd. L. Dindorf, vol. 2 (Bonn, 1829)

- 24 : Michael Glycas, éd. Bekker (Bonn, 1836)

- 25 : Nicephorus Gregoras, éd. Schopen, vol. 1 (Bonn, 1829)

- 26 : Nicephorus Gregoras, éd. Schopen, vol. 2 (Bonn, 1830)

- 27 : Nicephorus Gregoras, éd. Bekker, vol. 3 (Bonn, 1855)

- 28 : Historia Politica et Patriarchica Constantinopoleos; Epirotica, éd. Bekker (Bonn, 1849)

- 29 : Ioannes Lydus, éd. Bekker (Bonn, 1837)

- 30 : Leo Diaconus, etc., éd. Hase (Bonn, 1828)

- 31 : Leo Grammaticus, Eustathius, éd. Bekker (Bonn, 1842)

- 32 : Ioannes Malalas, éd. L. Dindorf (Bonn, 1831)

- 33 : Constantinus Manasses, Ioel, Georgius Acropolita, éd. Bekker (Bonn, 1837)

- 34 : Merobaudes, Corippus, éd. Bekker (Bonn, 1836)

- 35 : Nicetas Choniates, éd. Bekker (Bonn, 1835)

- 36 : Georgius Pachymeres, éd. Bekker, vol. 1 (Bonn, 1835)

- 37 : Georgius Pachymeres, éd. Bekker, vol. 2 (Bonn, 1835)

- 38 : Paulus Silentiarius, George Pisida, Nicephorus Cpolitanus, éd. Bekker (Bonn, 1837)

- 39 : Georgius Phrantzes, Ioannes Cananus, Ioannes Anagnostes, éd. Bekker (Bonn, 1828)

- 40 : Procopius, éd. K. Dindorf, vol. 1 (Bonn, 1833)

- 41 : Procopius, éd. K. Dindorf, vol. 2 (Bonn, 1833)

- 42 : Procopius, éd. K. Dindorf, vol. 3 (Bonn, 1838)

- 43 : Theophanes Confessor, éd. Classen, vol. 1 (Bonn, 1839)

- 44 : Theophanes Confessor, éd. Classen, vol. 2; Anastasius, éd. Bekker (Bonn, 1841)

- 45 : Theophanes Continuatus, Ioannes Cameniata, Symeon Magister, Georgius Monachus, éd. Bekker (Bonn, 1838)

- 46 : Theophylactus Simocatta, éd. Bekker (Bonn, 1834)

- 47 : Ioannes Zonaras, éd. Pinder, vol. 1 (Bonn, 1841)

- 48 : Ioannes Zonaras, éd. Pinder, vol. 2 (Bonn, 1844)

- 49 : Ioannes Zonaras, éd. Büttner-Wobst, vol. 3 (Bonn, 1897)

- 50 : Zosimus, éd. Bekker (Bonn, 1837)